# 王観 (三国)
王 観（おう かん、生没年不詳）は、中国後漢末期から三国時代の魏にかけての人物。字は偉台。兗州東郡廩丘県の人。子は王悝。
朝廷の実権を握った曹操に採り立てられ、各地の地方官を務めた。魏の曹丕（文帝）の時代にも中央や地方で官職を勤め上げ、中でも鮮卑対策に功績があった。曹叡（明帝）の時代、地方官として公平な態度を貫き、病弱な子を中央に人質として送ることも厭わなかった。やがて中央に召されて裁判を担当するようになった。
曹芳（斉王）の時代になると、曹爽たちが実権を握り専横を尽くしたが、王観は法を厳格に執行し、何度か彼らの横暴を掣肘した。また、曹爽たちも王観の存在をはばかったという。司馬懿が曹爽をクーデターで誅殺すると、曹爽の弟が率いていた中領軍代行を任された。以後、曹髦（高貴郷侯）・曹奐（元帝）の時代、爵位を与えられ、高官に昇った。最後は司空への就任を求められたが、固辞を重ねた上で、就任して数日で官位を返上し、引退し郷里に帰った。葬儀は質素にするよう遺言して亡くなった。子が跡を継いだ。